# Уилям Холдън
Уилям Холдън (на английски: William Holden) е американски филмов, театрален и телевизионен актьор, роден през 1918 година, починал през 1981 година.
Холдън е сред най-популярните звезди в историята на Холивуд. През 1950-те и 1960-те, той е сред най-скъпо платените изпълнители в киноиндустрията. Три пъти е номиниран за награда „Оскар“, печелейки статуетката през 1954 година за изпълнението си във филма „Лагер 17“ на големия режисьор Били Уайлдър. В хода на кариерата си Холдън записва името си в такива класически произведения като „Булевардът на залеза“ (1950), „Сабрина“ (1954), „Мостът на река Куай“ (1957), „Дивата орда“ (1969), „Ад под небето“ (1974) и „Телевизионна мрежа“ (1976). През 1974 година е удостоен и с престижната телевизионна награда „Еми“.
През 1999 година Американският филмов институт включва Холдън под номер 25 в класацията на най-големите мъжки звезди на класическото Холивудско кино.

## Биография

### Ранни години
Холдън е роден като Уилям Франклин Бийдъл младши на 17 април 1918 година в О'Фалън, щат Илинойс. Майка му Мери Бланш е учителка, а баща му Уилям Франклин Бийдъл старши е промишлен химик. Предците и на двамата му родители са с английски произход. Холдън има двама по-малки братя – Робърт и Ричард. Децата в семейството са отгледани като християни-методисти.
Когато е на 3-годишна възраст, семейството се премества в Южна Пасадина, Калифорния. След завършване на гимназия, Холдън започва да посещава колежа в Пасадина, който е сред най-големите кампуси в страната. Точно тук, през 1937 година, участвайки в пиеси на студентски драматични състави, той е забелязан от търсач на таланти от филмовото студио Парамаунт Пикчърс.

## Избрана филмография
| Година | Филм                   | Оригинално заглавие          | Роля               | Режисьор       |
| ------ | ---------------------- | ---------------------------- | ------------------ | -------------- |
| 1940   | Нашият град            | Our Town                     | Джордж Гибс        | Сам Ууд        |
| 1941   | Тексас                 | Texas                        | Дан Томас          | Джордж Маршал  |
| 1948   | Мъжът от Колорадо      | The Man from Colorado        | Капитан Дел Стюарт | Хенри Левин    |
| 1950   | Булевардът на залеза   | Sunset Blvd.                 | Джо Гилис          | Били Уайлдър   |
| 1953   | Лагер 17               | Stalag 17                    | Сержант Сефтън     | Били Уайлдър   |
| 1953   | Бягство от Форт Браво  | Escape from Fort Bravo       | Капитан Ропър      | Джон Стърджис  |
| 1954   | Сабрина                | Sabrina                      | Дейвид Лараби      | Били Уайлдър   |
| 1954   | Провинциалистката      | The Country Girl             | Бърни Дод          | Джордж Сийтън  |
| 1955   | Пикник                 | Picnic                       | Хал Картър         | Джошуа Логън   |
| 1957   | Мостът на река Куай    | The Bridge on the River Kwai | Шиърс              | Дейвид Лийн    |
| 1958   | Ключът                 | The Key                      | Капитан Дейвид Рос | Карол Рийд     |
| 1959   | Кавалеристите          | The Horse Soldiers           | Майор Хенри Кендъл | Джон Форд      |
| 1962   | Сатаната никога не спи | Satan Never Sleeps           | Отец О'Баниън      | Лео Маккери    |
| 1964   | Заедно в Париж         | Paris When It Sizzles        | Ричард Бенсън      | Ричард Куин    |
| 1966   | Алварез Кели           | Alvarez Kelly                | Алварез Кели       | Едуард Дмитрик |
| 1967   | Казино Роял            | Casino Royale                | Рансъм             | екип           |
| 1969   | Дивата орда            | The Wild Bunch               | Пайк Бишъп         | Сам Пекинпа    |
| 1972   | Отмъстителите          | The Revengers                | Джон Бенедикт      | Даниел Ман     |
| 1974   | Ад под небето          | The Towering Inferno         | Джим Дънкан        | Джон Гилърмин  |
| 1976   | Телевизионна мрежа     | Network                      | Макс Шумахер       | Сидни Лумет    |
| 1978   | Поличбата 2            | Damien: Omen II              | Ричард Торн        | Майк Ходжис    |
| 1978   | Федора                 | Fedora                       | Бари Детуайлър     | Били Уайлдър   |